# Selvin Pennant
Selvin Pennant   (Guatemala, 4 de gener de 1950) és un exfutbolista guatemalenc de la dècada de 1970.
Fou internacional amb la selecció de Guatemala.
Pel que fa a clubs, destacà a Cementos Novella, Deportes Aviación de Xile i Aurora FC.